# 垂死一眼
《垂死一眼》（英語：Last Sight from Death），是於90年代香港出產的時裝恐怖電影。

## 劇情
阿柏（黃翊　飾）因好賭欠債幸得當醫生的兄長阿松（連偉健　飾）照顧，又介紹他到醫院當雜工，阿柏因一次目睹一宗強姦植物人事件，植物人（顏仟汶　飾）在臨死前看了阿柏一眼，死後一直纏繞阿柏，要求他說出真兇，阿柏同時遇上潛入醫院搜集資料的女記者阿瑩（林依彤　飾）。阿柏欠下賭債而利用女鬼替他贏錢，一直隱瞞真兇身份。女鬼發怒，令阿柏的大耳窿和阿松的女友阿雪（鍾潔怡　飾）相繼枉死，他們死後同樣纏繞著臨死一眼見過的人。阿柏漸漸戀上女記者，為了保護他和阿松的安危，阿柏終於決定承擔一切之際，兇手終於出現...

## 演員表
未按演員表順序
| 演員   | 角色                   |
| 黃 翊  | 阿柏（好賭的殮房職員） |
| 林依彤 | 阿瑩（女記者）         |
| 連偉健 | 阿松（阿柏兄長）       |
| 李偉祥 | 基哥（阿柏同事）       |
| 吳 亭  | 阿明（阿柏同事）       |
| 梁少狄 | 貴哥（大耳窿）         |
| 顏仟汶 | 植物人/女鬼            |
| 鍾潔怡 | 阿雪（阿松女友）       |

## 註解
1. ↑  演員名單打錯成「王 翊」

## 外部連結
- 香港影庫上《垂死一眼》的資料（繁體中文）
- 豆瓣电影上《垂死一眼》的資料 （简体中文）
- 时光网上《垂死一眼》的資料（简体中文）
- 中文電影資料庫上《垂死一眼（页面存档备份，存于）》的資料